# کلود پیپلو
کلود پیپلو (به انگلیسی: Claude Piéplu) (زادهٔ ۹ می ۱۹۲۳ - درگذشتهٔ ۲۴ می ۲۰۰۶) بازیگر اهل فرانسه بود.
از فیلم‌های معروف او می‌توان به بازی در فیلم آستریکس و اوبلیکس گرفتن سزار اشاره کرد.